# Oinbit
Oinbit is een bestuurslaag in het regentschap Timor Tengah Utara van de provincie Oost-Nusa Tenggara, Indonesië. Oinbit telt 2108 inwoners (volkstelling 2010).